# مانوئل رومرو (بازیکن فوتبال)
مانوئل رومرو (انگلیسی: Manuel Romero; ۲۸ مهٔ ۱۹۵۰ – ۲۳ نوامبر ۲۰۲۰) بازیکن فوتبال اهل اسپانیا بود.